# Linee di Muehrcke
Le linee di Muehrcke sono una condizione patologica delle unghie, o onicopatia, per cui sono presenti una o più bande chiare che attraversano l'unghia trasversalmente e parallelamente alla lunula. Questa condizione è detta anche leuconichia apparente in bande trasversali multiple, dove il termine "apparente" sta ad indicare che l'alterazione del colore è solo apparentemente del corpo ungueale, affliggendo in realtà il letto ungueale.

## Descrizione
Le linee Muehrcke si formano nel letto vascolare sito al di sotto della lamina ungueale. Come tali, non si muovono con la crescita dell'unghia e scompaiono quando si esercita pressione su ques'ultima sbiancando il letto ungueale sottostante, caratteristiche, queste, che le distinguono dalle linee di Mees. Data la loro posizione, esse non comportano nemmeno la formazione di solchi sull'unghia né altre deformazioni tridimensionali, contrariamente a quanto avviene nelle linee di Beau. Come nel caso delle unghie di Terry, si ritiene che le linee siano formate da fasce di edema localizzato che esercitano pressione sui capillari circostanti.

## Storia
Le linee di Muehrcke devono al proprio nome a Robert C. Muehrcke, un medico statunitense che le descrisse nel 1956 in un articolo pubblicato sul British Medical Journal. In tale studio, Muehrcke confrontò alcuni pazienti affetti da ipoalbulinemia cronica con dei volontari sani, scoprendo che l'apparizione di linee trasversali bianche al di sotto della lamina ungueale era un chiaro segno di penuria di sieroalbumine, ossia delle albumine presenti nel siero del sangue e aventi il compito di trasportare acidi grassi. Muehrcke notò che nessuno degli esaminati che mostravano le linee di Muehrcke aveva una concentrazione di sieroalbumine maggiore di 2,2 g/dL, che il sintomo era strettamente collegato alla gravità della condizione sottostante e che le linee scomparivano dopo un opportuno trattamento dell'ipoalbulinemia, come l'infusione diretta di sieroalbumina umana.

## Cause
Come detto, la comparsa delle linee di Muehrcke è associata specificamente a una marcata ipoalbuminemia, la quale indica una ridotta sintesi proteica, che può verificarsi durante periodi di stress metabolico (ad esempio infezioni sistemiche, traumi, cicli di chemioterapia), o in stati ipoalbuminemici imputabili a una sindrome nefrosica o alla carenza di proteine alimentari. Talvolta la presenza delle linee di Muehrcke è stata riscontrata anche in pazienti affetti da una malattia renale allo stadio terminale in emodialisi, dal linfoma di Hodgkin, dalla pellagra o dall'anemia drepanocitica.
Una volta comparse, le linee di Muehrcke rimangono visibili finché l'apporto proteico resta inadeguato o la sintesi proteica resta compromessa, scomparendo generalmente una volta ripristinata la salute del paziente.
In condizioni estreme, le linee di Muehrcke possono anche derivare da cambiamenti fisici nella circolazione periferica: uno studio ha ad esempio riportato la comparsa di tali linee in un soggetto sano dopo che questi aveva scalato il monte Everest, arrivando a una quota di 8848 m s.l.m..